# ریچتون (میسیسیپی)
ریچتون (به انگلیسی: Richton) شهرکی در ایالت میسیسیپی کشور ایالات متحده آمریکا است که جمعیت آن در سرشماری سال ۲۰۱۰ میلادی، ۱٬۰۶۸
نفر بوده‌است.